# سر در ابرها
بر فراز ابرها (به انگلیسی: Head in the Clouds) فیلمی جنگی درام و محصول سال ۲۰۰۴ کانادا-بریتانیا به کارگردانی و نویسندگی جان داگان است. در فیلم بازیگرانی چون شارلیز ترون، پنه‌لوپه کروز و استوارت توانسند و توماس کرچمان به بازی پرداخته‌اند و فیلم محصول شرکت سونی پیکچرز کلاسیکس است. سر در ابرها در شهرهای لندن و پاریس فیلم‌برداری شده است و نخستین نمایش آن در ۱۲ سپتامبر ۲۰۰۴ در طی جشنواره بین‌المللی فیلم تورنتو بود و سپس در ۱۷ سپتامبر ۲۰۰۴ در ایالات متحده اکران شد.

## داستان
در ابتدای داستان، دختری جوان به همراه دو دوست خود نزد یک پیشگو می‌رود تا فالش را بگیرد. این پیشگو که قصد ندارد تا آینده‌ای که از این دختر را دیده، بگوید، سرانجام به این دختر می‌گوید که در ۳۴ سالگیش اتفاق بدی برایش می‌افتد. از آن به بعد این دختر توجهی به سنش ندارد.
در ادامه داستان، این دختر (با بازی شارلیز ترون) که یک اشراف زاده خوش گذران است، به‌طور اتفاقی با یک پسر دانشجو (با بازی استوارت تاونسند) آشنا می‌شود و با وی رابطه پیدا می‌کند و...

## بازیگران
- شارلیز ترون در نقش «گیلدا»
- پنه لوپه کروز در نقش «میا»
- استوارت توانسند در نقش «گای»
- توماس کرتشمن در نقش «فرانز بریچ»
- استیون برکوف در نقش «چارلز بسه»

## بازخورد

### میزان فروش
فیلم در ابتدا تنها در ۱۰ سالن نمایش در آمریکا به نمایش درآمد و فروش ۴۶٬۱۳۳ دلاری را برای خود رقم زد. در مجموع فیلم در آمریکا و کانادا به فروش ۳۹۸٬۲۷۸ دلاری رسید و با احتساب فروش ۳٬۱۱۲٬۳۲۷ دلاری آن در سایر کشورها، به فروش کلی ۳٬۵۱۰٬۶۰۵ رسید.

### نظر منتقدین
فیلم نقدهای مثبتی دریافت نکرد و فیلم ضعیفی تلقی شد. برای مثال در سایت متاکریتیک از ۲۷ نقد، رضایت ۴۰ درصدی مخاطبان را به همراه داشت در حالیکه این آمار در سایت راتن تومیتوس پایین‌تر هم بود و از ۸۷ نقد، تنها رضایت ۱۵ درصدی تماشاگران را کسب کرده بود.